# Gröda

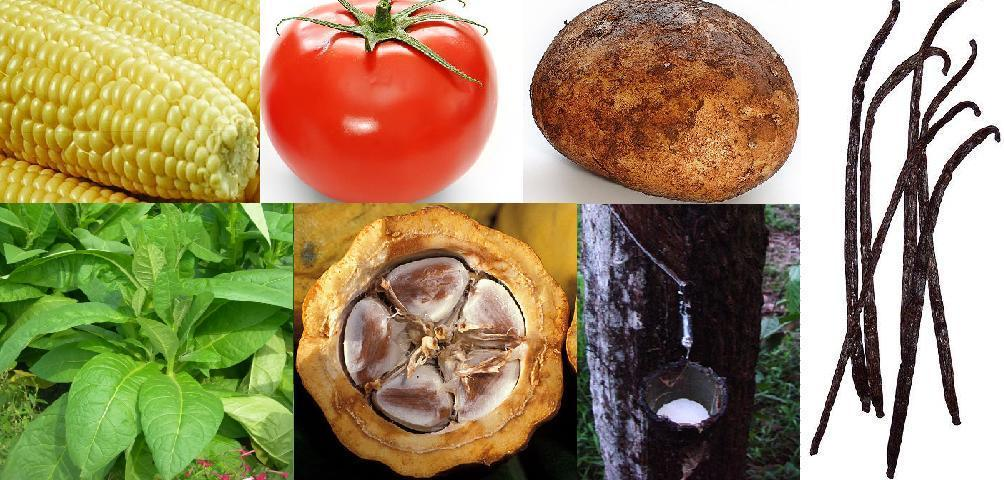
Framodlade grödor från Nya världen.

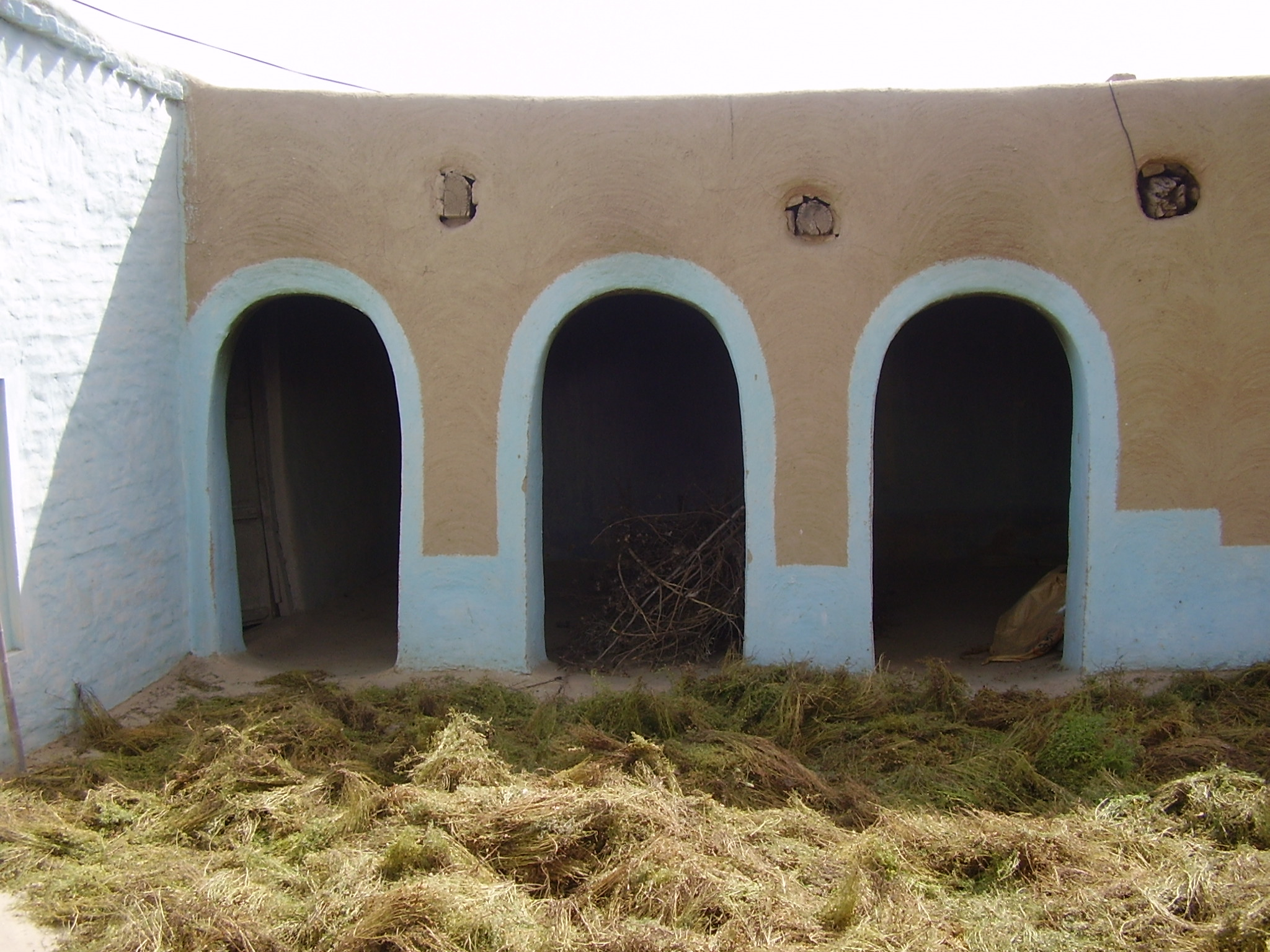
Grödor som torkar i ett hem i Punjab, Indien.

Grödor är växter inom jordbruket som odlas till föda åt människor eller till djurfoder. Till grödor räknas till exempel sädesslagen, potatis, sockerbetor samt grönsaker och bär. För att grödorna ska ge avkastning behöver de näring och vatten samt tillsyn i form av skötsel som kan bestå av till exempel ogräsrensning. Grödorna kan växa på en åker som förberetts genom olika former av jordbearbetning.